# Collybia multijuga
Collybia multijuga är en svampart som först beskrevs av Berk. & Broome, och fick sitt nu gällande namn av Pier Andrea Saccardo 1887. Collybia multijuga ingår i släktet Collybia och familjen Tricholomataceae.   Inga underarter finns listade i Catalogue of Life.